# Біомбо (округ)
11°53′ пн. ш. 15°51′ зх. д. / 11.883° пн. ш. 15.850° зх. д.
Біомбо — один з восьми континентальних округів Гвінеї-Бісау, у центральній частині країни. Населення — 97,120 (2009) (63,835 у 2004). Адміністративний центр — місто Кіньямел.

## Сектори
Регіон розділено на 3 сектори:
- Прабіс
- Кіньямел
- Сафім